# Taner Akçam
Altuğ Taner Akçam (nacido en Ölçek, Turquía, el 23 de octubre de 1953) es un historiador turco-alemán, que desde el año 2000 vive, trabaja y enseña en Estados Unidos. Es uno de los primeros académicos turcos en reconocer y discutir abiertamente el Genocidio Armenio, y está considerado como una «autoridad internacional líder» en el tema. La calificación de la muerte de cientos de miles de armenios por orden de las autoridades otomanas como un genocidio, lo que contradice la versión oficial turca, ha suscitado el odio de los nacionalistas turcos, que han llegado a lanzar sobre él amenazas de muerte.
Nacido en una localidad de Anatolia Oriental, a los 23 años fue encarcelado por las autoridades turcas por su participación en un periódico estudiantil revolucionario. Consiguió escapar y se refugió en Alemania. Sus primeros trabajos como historiador se ocuparon de la violencia política y la tortura durante la etapa final del Imperio Otomano. El doctorado lo obtuvo en 1995 con una tesis sobre el proceso de los responsables del genocidio armenio que tuvo lugar en Estambul entre 1919 y 1921. Poco después se instaló en Estados Unidos y allí publicó en 2006 A Shameful Act : The Armenian Genocide and the Question of Turkish Responsibility. En 2008 comenzó a enseñar en la Clark University de Massachusetts. En 2012 publicó The Young Turks' Crime Against Humanity: The Armenian Genocide and Ethnic Cleansing in the Ottoman Empire. Su última obra, publicada en 2018, también trata sobre el genocidio armenio: Killing Orders: Talat Pasha’s Telegrams and the Armenian Genocide.

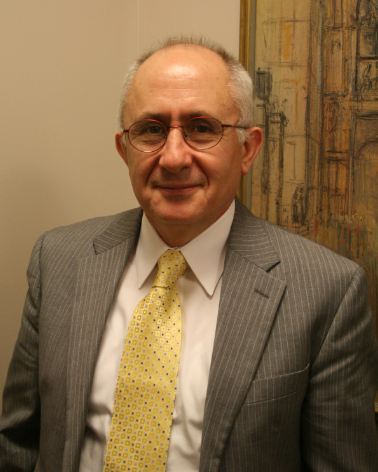
Taner Akçam en 2013

Akçam aboga por un intento de conciliar las diferentes narrativas armenias y turcas del genocidio, y alejarse del comportamiento que usa esas narrativas para apoyar los estereotipos nacionales. «Tenemos que repensar el problema y colocar a ambas sociedades en el centro de nuestro análisis. Este cambio de paradigma debe centrarse en crear un nuevo espacio cultural que incluya a ambas sociedades, un espacio en el que ambas partes tengan la oportunidad de aprender de la otra».